# بوريس شابوشنيكوف
المارشال بوريس ميخائيلوفيتش شابوشنيكوف (بالروسية: Бори́с Миха́йлович Ша́пошников) وُلد في زلاتؤوست بتشيليابينسك أوبلاست بالإمبراطورية الروسية بتاريخ 2 أكتوبر 1882 (بحسب التقويم الجديد أو 20 سبتمبر 1882 بحسب التقويم القديم)، وتوُفي بمدينة موسكو بروسيا السوفيتية في 26 مارس 1945، وهو أحد قادة الجيش السوفيتي خلال معارك الحرب العالمية الثانية وتدرج في المناصب العسكرية حتى نال رتبة مارشال عام 1940.
شغل شابوشنيكوف، إضافة إلى مناصبه العسكرية، مناصب حزبية رفيعة أهمها ترشيحه لعضوية اللجنة المركزية للحزب الشيوعي السوفيتي. ومنح عدداً كبيراً من الأوسمة والميداليات من بينها وسام لينين ووسام الراية الحمراء ووسام النجم الأحمر ووسام سوفوروف. وأطلق اسمه على مدرسة المشاة العليا، ودفن بعد وفاته في الساحة الحمراء عند جدار الكرملن حيث يدفن العظماء.